# Shinjuku Swan 2
Série
Shinjuku Swan
(2015)
Pour plus de détails, voir Fiche technique et Distribution.
Shinjuku Swan 2 (新宿スワン II) est un film japonais réalisé par Sion Sono, sorti en 2017.

## Synopsis
Tatsuhiko Shiratori quitte Tokyo pour Yokohama où il veut ouvrir un nouveau bar à hôtesses. Il s'oppose à Masaki Taki, patron d'une agence de recrutement de jeunes femmes.

## Fiche technique
- Titre : Shinjuku Swan 2
- Titre original : 新宿スワン II
- Réalisation : Sion Sono
- Scénario : Mataichirō Yamamoto d'après le manga Shinjuku Swan de Ken Wakui
- Production : Mataichirō Yamamoto
- Société de production : Tristone Entertainment
- Pays :  Japon
- Genre : Action et comédie
- Durée : 133 minutes
- Dates de sortie : 
  - Japon : 21 janvier 2017

## Distribution
- Gō Ayano : Tatsuhiko Shiratori
- Tadanobu Asano : Masaki Taki
- Motoki Fukami : Gensuke Seki
- Alice Hirose : Mayumi Ozawa
- Yūsuke Iseya : Mako
- Hikari Kajiwara : Kill Bill
- Yusuke Kamiji : Chisato Morinaga
- Yū Kamio : Kuraishi
- Jun Kaname : Kajita
- Nobuaki Kaneko : Yutaka Hayama
- Ren Kiriyama : Shinnosuke Soga
- Akihiro Kitamura : Moriken
- Yuka Kubota : Yosuke
- Yūki Kubota : Yusuke
- Jun Murakami : Tokimasa
- Hideo Nakano : Akichi Tasaka
- Yūta Nakano : Haneman
- Takashi Sasano : Sunako
- Kippei Shīna : Sumitomo
- Maryjun Takahashi : Arisa
- Kōsuke Toyohara : Jin Yamashiro
- Yū Yamada : Ryōko
- Sayaka Yamamoto : Anna-chan
- Kōtarō Yoshida : Shusen Amano

## Box-office
Le film a rapporté 6 355 297 dollars au box-office.